# Alf Corell
Alf Gustaf Hans Corell, född 11 maj 1910 i Kalmar, död 29 december 2001 i Sollentuna, var en svensk präst och teolog.
Corell blev teologie doktor i Nya testamentets exegetik 1950 med avhandlingen Consummatum est. Eskatologi och kyrka i Johannesevangeliet. Han var då kyrkoherde i Öja och Västermo i Strängnäs stift. Några år efter disputationen publicerade han en studie om "Liturgin och Nya testamentet" (i boken Kyrkans liturgi, 1952) och boken Äktenskap och skilsmässa i Nya testamentet (1952). Han utgav också studier om Uppenbarelsebokens eskatologi (i Opuscula ecclesiastica, 1972) och om dess tal om "de 144 000 utvalda" (i Ecclesia, leitourgia, ministerium, 1977).
År 1962 blev Corell den förste kyrkoherden i det nybildade Kortedala pastorat i Göteborg och var verksam där till sin pensionering. Under denna tid byggdes den nya församlingskyrkan Vårfrukyrkan. Under flera år deltog han i och ledde exegetiska fördjupningsseminarier för Göteborgs stift, som biskopen anordnade. Han var ledamot av allmänna kyrkomötet 1953–1958 och confessor i Societas Sanctæ Birgittæ 1965–1983. För sina insatser fick han 1971 titel prost honoris causa.
Han var far till ambassadör Hans Corell, tidigare rättschef och undergeneralsekreterare i Förenta nationerna. Alf Corell är begraven på Norra begravningsplatsen utanför Stockholm.